# Chromatomyia ciliata
Chromatomyia ciliata este o specie de muște din genul Chromatomyia, familia Agromyzidae, descrisă de Friedrich Georg Hendel în anul 1935.
Este endemică în Austria. Conform Catalogue of Life specia Chromatomyia ciliata nu are subspecii cunoscute.